# Het mislukte mirakel
Het mislukte mirakel is het vijfde album uit de Belgische stripreeks De avonturen van Urbanus en verscheen in 1984. Het werd getekend door Willy Linthout en bedacht door Urbanus zelf.

## Verhaal
In het verhaal krijgt Urbanus van zijn oom Fillemon drie kookpotten. Hij denkt dat het maar "gewone" potten zijn en geeft ze cadeau aan zijn moeder Eufrazie. Even later blijkt het tegendeel: de kookpotten bevatten magische krachten en het blijkt ook nog eens de schuilplaats te zijn van de geheimzinnige baron van vierspleten.